# Ras Alhague
Ras Alhague (α Ophiuchi, oficiální název dle IAU je Rasalhague) je nejjasnější hvězda v souhvězdí Hadonoše. Jde o dvojhvězdu, jejíž složky oběhnou kolem společného těžiště za 8,62 pozemského dne. Hlavní složka má hmotnost asi 2,4 Sluncí, (spektrální třída je A5III) a druhá je oranžový trpaslík o hmotnosti asi 0,85 Sluncí (spektrální třída K5V).
Název pochází z arabského رأس الحواء (raʾs al-ḥawwāʾ, hlava zaříkávače hadů).
Vysoká rychlost rotace složky A (240 km/s) odpovídá asi 88,5 % rychlosti, při které by došlo k rozpadu hvězdy. V důsledku toho je rovníkový průměr hvězdy přibližně o 20 % větší než polární průměr. Díky tomuto elipsoidnímu tvaru mají póly o přibližně 1 840 K vyšší efektivní teplotu než rovník. Osa rotace je od směru k Zemi odkloněna o 87,7±0,4°, takže hvězdu pozorujeme téměř v rovníkové poloze.
Ve spektru Ras Alhague lze zjistit neobvykle silné absorpční čáry jednou ionizovaného vápníku (Ca II).